# Михайловська сільська рада (Дуванський район)
Миха́йловська сільська рада (рос. Михайловский сельский совет) — муніципальне утворення у складі Дуванського району Башкортостану, Росія. Адміністративний центр — село Михайловка.

## Населення
Населення — 1197 осіб (2019, 1392 в 2010, 1441 в 2002).

## Склад
До складу поселення входять такі населені пункти:
| Населений пункт          | Населення, осіб (2002) | Населення, осіб (2010) |
| ------------------------ | ---------------------- | ---------------------- |
| Єжовка, село             | 16                     | 8                      |
| Ігнашкино, присілок      | 2                      | 4                      |
| Кошелевка, село          | 3                      | 3                      |
| Митрофановка, село       | 220                    | 207                    |
| Михайловка, село         | 1019                   | 994                    |
| Новомихайловка, присілок | 180                    | 176                    |
| Пічугіно, присілок       | 1                      | 0                      |